# Чекајући Годоа
Чекајући Годоа (фр. En attendant Godot, енгл. Waiting for Godot) је драма коју је написао Самјуел Бекет у којој главни јунаци чекају Годоа - особу која се никад неће појавити. Дело је првобитно написано на француском (фр. En attendant Godot). Бекет је дело превео на свој матерњи језик (енглески) 1952. године, тада је придодао поднаслов - Трагикомедија у два чина.

## Радња
Чекајући Годоа је драма у два чина. Kао што сам наслов каже, два главна лика Владимир (знан и као Диди) и Естрагон (знан и као Гого) чекају долазак Годоа. Њих двојица су највероватније скитнице које су се пре састали са мистериозним Годоом који им је рекао да га чекају на месту где су они на почетку драме. Драма почиње Владимировим доласком на сцену. Он угледа Естрагона и драго му је што га види. Они се распричају све док Естрагон не почне да изува своје ципеле. Након молби за помоћ и мучења око свлачења, Естрагон напокон скида ципеле, но, након тога се појављује питање шта радити сада. Неко време причају о својој прошлости и о неким текстовима и догађајима из Светог Писма, све док не примете једно стабло. Погледају га и почињу говорити шта би могли направити. Естрагон одједном дође до идеје да се обесе, но немају уже да се обесе. Њихова размишљања и препирке прекида изненадни Поцов долазак. Он тврди да они стоје на његовој земљи. Поцо није дошао сам, него са својим слугом Ликијем. Поцо им објашњава много ствари од којих је једна сумрак. Поцо им је тик пре његовог одласка објаснио појам сумрака и како пада ноћ. Пре свог одласка он им је рекао доста тога о Ликију и они су од њега хтели да он плеше и мисли. Лики је играо и изнео своје мишљење о јако дубокоумној теми, али са јако неразумљивим говором тако да га је Поцо прекинуо. Пре одласка Лики је угризао и озледио Естрагона. После њиховог одласка долази дечак који Владимиру каже да Годо неће доћи данас, него сигурно сутра. Такође сазнајемо да дечак живи и ради код Годоа и да има брата којег Годо туче. Коначно је пала ноћ и Владимир и Естрагон су се одлучили разићи преко ноћи. Тиме се завршава први чин драме.
Почетак другог чина је исти као и први. Владимир се на исто место враћа, но овај пут је позорница без Естрагона. Након кратког времена на позорницу дотрчава Естрагон сав уплашен говорећи да га прати десетак људи који су га већ истукли и желе га и сада истући. Владимир му каже да се смири и да се не боји ничега док су заједно. Када су обојица схватили да опасности нема, Естрагон жели да оду, но Владимир га подсети да чекају Годоа. Естрагон тада предложи да се њих два разиђу и два пута каже да ће отићи, но сваки пут остане на месту. Тада након њихових препирки на позорницу упадају Лики и Поцо, но обојица се одмах сруше и не могу се дићи. Владимир објашњава Естрагону, који тврди да се не сећа ничег од јуче и да нису јуче били овде, да јесу и да су и Лики и Поцо били тамо. Kада Владимир и Естрагон приђу Поцоу он им каже да је ослепео. Они му помажу да се устане, но и они сами падну и не могу устати, но то им након неког времена полази за руком. Поцо још увек тражи њихову помоћ. Њих двојца размишљају и двоуме се и на крају му помогну. Он им онда каже да стигну и Ликија, што они и направе по Поцовим инструкцијама. Они га тада замоле да Ликију каже да пева или мисли, но он им каже да је Лики онемео. Поцо и Лики онда оду. Владимир се неко време чуди о људском постојању и о самоме себи, док Естрагон за то време спава. Владимир пробуди Естрагона и њих двојица се још мало препиру. Мало пре ноћи, поновно долази дечак који им поновно каже исто, да ће Годо сигурно доћи сутра. Но дечак Владимиру овај пут тврди да га се не сећа и да он јуче није био овде. Владимир га покушава разуверити, но то му не иде од руке. У том разговору сазнајемо да Годо има белу браду и да се дечаков брат разболио. Дечак одлази, а Владимир и Естрагон поновно гледају стабло и поновно се желе обесити, но немају уже. Они одлучују да ће се и сутра вратити на исто место, али да ће овај пут донети уже. Kрај овог дела је смешан и често цитиран:
ВЛАДИМИР: Онда, идемо ?
ЕСТРАГОН: Идемо!
(остају на месту)

## Ликови
- ВЛАДИМИР је један од двојице главних ликова. Он је Естрагонов најбољи пријатељ, и дружи се са њим целога живота, а пошто је физички развијенији од Естрагона, током њиховог другарства он га и заштићује. Он је солидно образован и увек објашњава Естрагону многе ствари.

Владимир је оптимиста и, како је Бекет говорио, „најважнији лик у „Годоу“, он представља интелектуалну страну двоје главних ликова, контрастно свом пријатељу Естрагону и његовој „земаљској“ једноставности. Једно од битних објашњења његовог интелектуализма је да је он раније био филозоф. То би могло да објасни његове константне покушаје да укључи Естрагона у филозофско религиозну дебату.
Владимир много мање пажње поклања свом изгледу и много се труди да се постара да Естрагон пристојно изгледа и да се лепо понаша, како његово достојанство не би било нарушено. Он у неким тренуцима подсећа на миша: он са собом носи сву храну (коју никада неће успети да поједе) и има разноразно друго бесмислено ђубре у својим дубоким џеповима. Још један његов битан реквизит је његов цилиндар. Он тврди да њему смета, чак га и жуља и да би вероватно одговарао Лакију. После дугих периода размишљања (или, тачније, кад год му је досадно) он га баца горе-доле и игра се његовом ивицом. Ово фокусирање на шешир, тачније то што је сконцентрисан искључиво на шешир, се може тумачити као представљање његовог вишег статуса у односу на Естрагона и уједно његове интелектуалне природе. Баш због овога, он је углавном представљен као да је виши од Естрагона, али то је начин приказа у позоришту, јер у самом делу није наглашено.
Упркос његовој понекад раздражљивој природи, Владимир је једини који има неки социјални поглед и знање у делу и чини се да доста мари за начин на који се људи односе према Естрагону. Тако, он постаје љут и бесан на Поцоа због његовог опхођења према Лакију, свом робу, и изиграва нешто попут родитеља понекад детињастом Естрагону. Не можемо рећи да Владимир не пати ни од каквих личних емотивних потешкоћа. Он мрзи снове, јер они представљају окрутну лажну наду и он није способан да се сложи са Естрагоновом логиком, том једноставношћу од које му се повраћа. Владимир такође не подноси глупост: Поцову декаденцију и Естрагонову незрелост које му дају много повода за огорченост. Али, све у свему, он је дефинитивно најзрелији лик у делу.
За разлику од других ликова, Владимир има утисак о пролазности времена. То се види из ситуације када видимо да се једино он сећа догађаја из првог чина, иако је могуће да је Лаки изазвао то присећање. Било како било, он сматра своје памћење непоузданим јер никада не може бити проверено и потврђено, пошто Естрагон има проблема са сопственим памћењем. На крају дела, Владимир је онај који уочава непрекидни круг у коме су се они нашли. Ипак, одбија да то прихвати, када схвати да је тај начин живота немогућ, и приморава себе да то одбаци. Одлучује да настави да чека Годоа.
- ЕСТРАГОН је други од двојице главних ликова. Владимиров је најбољи пријатељ, упркос томе што је много пута предложио да се растану. Мањи је, слабији и мање бистар од Владимира, те је зато увек под његовом заштитом.

Естрагон је представљен као импулсивна, једноставна страна двоје главних ликова, великим делом као супротност свом пријатељу Владимиру, ког одликује интелектуализам и разборитост. Не мари нешто посебно за изглед и утисак који оставља, и једино што га интересује је да једе и спава. С обзиром на његов песимистички поглед на живот, оставио је наду у икакав вид искупљења из њихове патње и, сумњајући, чека Годоа.
Можда Естрагон има такав став, баш што њега Годоов долазак брине много више него Владимира. Естрагон је, од њих двојице, онај који много више физички пати. Њега удара Лаки, неколико пута се саплиће и клати и бива претучен сваке ноћи од стране неке банде. Такође, он има огромних проблема са својим чизмама. У првом чину, чизме му не одговарају и изазивају му бол. На крају чина оставља их са једне стране пута, гадећи се. У другом чину, налази их на истом месту где их је оставио у првом чину, али му сада савршено одговарају. Овакво фокусирање пажње на чизме, узимајући у обзир да је то заправо фокусирање на сопствена стопала, може се протумачити као представљање његовог нижег статуса у односу на Владимира, али и његове „земаљске“ природе – његова љубав према шаргарепи, луку и осталом поврћу.
Естрагон има мизантропско виђење људског рода: он сматра да су људи „иритантне гориле“ и жели да га оставе на миру. Било како било, веома је привржен и везан за Владимира (иако се понекад кошкају): њему треба заштита, а Владимир је онај који му је пружа. Естрагон је често сматран дететом, у односу на Владимирову зрелост, што изгледа као да он у Владимиру тражи родитељску заштиту.
Естрагон, ипак, не би требало да се окарактерише као превише детињаста личност. Он веома лако парира Владимиру у вербалним обрачунима. Заправо, он уводи главну увреду у дело, називајући га „критичарем“. Такође, он повезује и своју уметничку страну и чак тврди да је некада био песник. Његов кратак, али веома речит монолог о мапама „Свете земље“ је веома поетичне природе.
Естрагон је скоро најмање описан у делу. Једино се говори да носи рите и да је светлије пути од Владимира. Одећа коју носи је прљавија од Владимирове и чини се да је он у много горем физичком стању и са мање кондиције. То показује и потврђује његову немарност о животу и одсуство икаквих навика.
- ПОЦО је споредан лик у овој драми. Он је мудри путник који се кроз драму појављује са својим слугом Ликијем. Главне ликове учи многим стварима. У другом чину је губи вид. Тада му је једини ослонац Лики.

На први поглед се чини да је Поцо помпезан, кицош и аристократа. Он тврди да живи на имању, поседује много робова и Стејверн клавир, окрутно користећи и искориштавајући оне који га окружују. Посебно се ружно понаша према свом робу Лакију и, мање изражено, према Естрагону. Носи одећу сличну Владимировој и Естрагоновој (цилиндар и одело), али његова није у јадном стању попут њихове. Понекад има на себи огромни, тешки капут, који обично носи Лаки. Такође, са собом носи бич, лулу, монокл, освеживач даха и џепни сат.
Иако он није представљен као негативац у конвенционалном смислу речи, Поцо је понекад сматран антагонистом у „Чекајући Годоа“. Иако он није технички супротстављен такозваним херојима дела, Владимиру и Естрагону, он уноси хаос у њихов добро чуван, може се рећи, улогорен свет. Приликом свог првог уласка на сцену, он моментално покушава да се наметне као ауторитет беспомоћним Дидију и Гогоу, тако што виче на њих, наређује им и генерално прави будалу од себе. Све то време, он без милости злоставља Лакија (физички и ментално), терајући га да испуњава бесмислене и неразумне задатке. Упркос својој ауторитативној природи он има тенденцију да се јако нервира, буквално због испуштања шешира. У одређеним тренуцима у првом чину и у добром делу другог, доживљава мање нервне сломове када се ствари не одвијају онако како је он замислио. С друге стране, Поцоа не треба посматрати као непромишљеног, слабог, опсесивно-умишљено-доминантног човека. Он развија и интелектуалну страну личности: он филозофира интелигентно и оптимистично.
Поцо доживљава доста радикалну трансформацију између првог и другог чина. Он ослепљује, када чини свој други и коначни улазак на сцену, скоро истог тренутка пада и не може да устане. Остаје у том положају до краја те сцене, беспомоћно жалећи и проклињући своју судбину у стање у ком је. Та промена се, чини се, десила тек дан пре. Неки критичари објашњавају ово као представљање његове немогућности да види патњу других, већ може једино да пати због себе и да жали самог себе.
- ЛИKИ је Поцов верни слуга. Он је већ стар и није нарочито способан ни у чему, те зато своје послове служења обавља што боље може, у нади да ће га Поцо задржати. Раније је умео многе ствари, попут плеса, читања и размишљања. На Поцову наредбу једном је плесао и мислио, али не баш успешно. У последњем чину сазнајемо да је Лики глув.

Лаки је Поцоов роб. Јединствен је у комаду у ком већина ликова говори бесмислено: он, заправо, само спаја по две реченице, такве да једна од њих садржи више од седамсто речи. Монолог. Лаки пати у Поцоовим рукама, својевољно и без оклевања. Он је везан. То би се могло посматрати као једна од омиљених тема у „Годоу“. Он је везан за Поцоа и то смешним дугачким конопцем у првом чину, а затим исто толико смешним кратким конопцем у другом чину. Оба су везана око његовог врата. Када не услужује Поцоа, он обично седи у једном месту, држећи корпу за пикник, капут и торбу.
Лакијева улога у „Чекајући Годоа“ је често била предмет жестоких расправа. Чак иако је његово име помало недостижно, неки га називају „Срећком“ јер он јесте срећник у контексту дела: он нема потребе да тражи ствари које би окупирале његово време, које за остале представља највеће време разоноде. Поцо му говори шта да ради, он то и ради и управо због тога и јесте „срећан“.
Бекет, међутим, тврди да је Лаки срећан јер нема апсолутно никаква очекивања. Друго тумачење је да је он срећан јер има само два говора. У француској верзији комада, задржано је име Лаки, није превођено на француску реч за „срећко“.
Лаки је најбоље познат по свом говору из првог чина. Монолог је наредио Поцо када су Естрагон и Владимир затражили од њега да натера Лакија да мисли. Он их је замолио да му додају Лакијев шешир: када Лаки носи свој шешир на глави, тек тада је способан да размишља. Монолог је дугачак, речи су измешане, постављене без икаквог смисла и реда, а и нема очигледног краја; зауставља се тек када му Владимир скине шешир. Ако се занемаре бесмислице које Лаки изговара, он заправо прави коментаре о производњи, природи вере, Богу, људској тенденцији да чезне и избледи и, како се ближи крају, о распаду стања на земљи. Ове расплинуте изјаве би могле да се тумаче као лабаво повезане са теоријама ирског филозофа Бишопа Берклија.
- ДЕЧАK ради за Годоа. Сваки дан обавештава Владимира да ће Годо доћи сутра, но Годо не долази. Његов брат и он раде код Годоа и поприлично им је добро, осим што Годо повремено туче дечаковог брата.

Дечак у првом чину, локални водич, убеђује Владимира да је то први пут да га види. Он говори да никада раније није био ту. Потврђује да ради за господина Годоа као чувар његових коза. Његов брат, кога Годо бије, је пастир. Годо их храни обојицу и дозвољава им да спавају у његовој појати.
Дечак у другом чину такође уверава Владимира да није он био онај који је био ту дан раније. Инсистира да је то његова прва посета. Када Владимир пита шта Годо ради, Дечак му одговара: „Он не ради ништа, господине.“ Такође сазнајемо да он можда има белу браду, али Дечак није ни у то сигуран. И овај Дечак има брата за ког се чини да је болестан, али нема директног и очигледног разлога који би указао да је његов брат онај дечак који је долазио у првом чину или онај који је долазио дан пре тог.
- ГОДО

Годоов идентитет је био предмет многих дебата. Чак су једном и Бекета питали да ли је желео да укаже да је Поцо, заправо, Годо, на шта је аутор одговорио: „Не, то је само имплицирано у тексту, али није тачно.“
Бекет је такође рекао, када је био упитан шта и кога Годо представља, да му се само указало из сленга у француском за реч „чизма“, јер се уклапа као проминентан лик у комаду. Ово је најчешће давано објашњење.
Такође је говорио да је зажалио што је одсутном лику дао име Годо, јер све теорије укључују Бога, што је овоме дало већи успех. Објашњавао је да, да је под Годоом подразумевао Бога, онда би и рекао „Бог“, а не „Годо“. Рекао је и да би било неприкладно с његове стране да се претвара да није свестан значења које се везује за реч Годо, и мишљење многих да указује на Бога. Али, да се морамо сетити да је дело писао на француском и да, чак и да је имао ту мисао на памети, она је некако била негде у његовој подсвести и он није био свестан ње.

## Интерпретација дела
Из разлога што је дело толико огољено, толико сведено на елементарно, просто је произвело најразличитија тумачења, између осталих социјална, политичка и религијска. И сам Бекет је припадао различитим школама и правцима мишљења. Покушаји да му се прикачи један одређени правац су били неуспешни. „Мање“ нас тера да тражимо „више“.
Драму „Чекајући Годоа“, публика може да посматра религиозно, филозофски, класично, психоаналитички или биографски. Постоје и ритуалистички аспекти и елементи узети директно из водвиља и постоји опасност од претеривања у анализи, те самим тим и извлачење поука којих заправо у делу нема. Комад приказује неколико архетипских форми и ситуација, а све оне се могу подвести под комедију и патос. Бекет се убрзо уморио од „бескрајног неспоразума“. Давно је говорио: „Зашто људи морају да компликују нешто толико једноставно? Не могу да схватим...“
Није предњачио ничим више од критичких страхова, али, како се сећа Питер Видроп (који је играо Естрагона), на питање о чему се заправо ради у делу, Бекет је одговорио: „То је симбиоза, Питер, то је симбиоза...“
Бекет је режирао овај комад за Шилерово позориште 1975. год. Иако је видео много продукција, ово је био први пут да је преузео потпуну контролу. Валтер Азмус је био његов млади асистент редитеља. За комад је Бекет рекао следеће:
„То је игра, све је игра. Када њих четворо леже на земљи, то не може бити тумачено натуралистички. Мора бити урађено уметнички, балетски. Друкчије све постаје имитација, имитација реалности. Треба да буде чисто и транспарентно, не суво. То је игра која се игра да би се преживело.“
Током година, Бекет је схватио да је успех „Годоа“ добрим делом потекао од чињенице да је био отворен варијацијама читања и да то није неопходно лоша ствар. Представа која је играна у Бехатер позоришту је често описивана као експлицитна политичка продукција. Оно што је таква реакција показала је било што, иако се дело не треба узети као политичка алегорија, има елемената који су релевантни било којој локалној ситуацији у којој је један човек експлоатисан или поседован од стране другог.
- Политичка страна

Дело је тумачено као алегорија хладног рата или француски отпор Немачкој. Приказ Поцоа и Лакија делује као ништа више до метафора ирског виђења матичне Британије, где је друштво одувек било заслепљено и вођено похлепном, владајућом елитом која је држала радничку класу за пасивну и игнорантну у сваком смилсу, Владимир и Естрагон су увек играни са ирским акцентом као у Бекетовом пројекту „Филм“. Ово неки виде као последицу Бекетове ритмичности и фразеологије, али није наглашено у тексту. У било ком смислу, нису изворни Енглези: у једном делу текста, на самом почетку дела, Естрагон исмева енглески изговор речи „миран“ и забавља се причом о Енглезу у борделу.
- Психолошка страна
- По Фројду

Бернард Дукор је развио тријадичну теорију засновану на Дидију, Гогоу и одсутном Годоу, базирану на опису психе у „Егу и Иду“; Сигмунда Фројда и користећи ономастичне технике. Дукор дефинише карактере по ономе што су њихове слабости: рационални Гого представља некомплетиран его, недостајући принцип задовољства: (е)го-(е)го; Ди-ди (ид-ид) – који је више интелектуалан и ирационалан – посматрано је као „ид“ уназад или као субверзија рационалног принципа. Годо испуњава функцију супер ега или моралних стандарда. Поцо и Лаки су само поновни прикази главних ликова. Дукор коначно види Бекетов комад као метафору за узалудност човековог постојања када се спасење очекује из спољног ентитета, а самосвест је одрекнута интроспекцијом.
- По Јунгу

Четири архетипичне личности или четири аспекта душе су груписани у два пара: его и сенку, личност и слику душе (анимус или анима). Сенка је контејнер за све наше одбачене емоције, које је елиминисао его. Лаки, сенка-слуга као поларна супротност егоцентричног Поцоа, прототипа просперитетног медиокритета, који контролише и управља својом субдоминантом, симболишу супротност несвесности сенке од тиранског ега. Лакијев монолог у првом чину се појављује као манифестација потиснуте свести, јер једино његов господар може да му дозволи да мисли.
Естрагоново име има другу конотацију, осим оне за ароматичну биљку, терагон: „естрагон“ је слична реч „естрогену“, што је назив за за женски полни хормон. То нас упућује да њега идентификујемо као аниму, женску представу Владимирове душе. То објашњава Естрагонову склоност ка поезији, његову осећајност и сањалачку природу, његова понекад ирационална расположења.
Владимир се појављује као комплементарни мушки принцип или можда рационална личност контемплативног типа.
- Филозофска страна

-	Егзистенцијална
Егзистенцијалисти се држе неколико фундаменталних питања са којима се свако људско биће мора суочити, ако жели да своје субјективно постојање посматра озбиљно и са вредношћу инстинкта. Питања попут смрти, сврхе људског постојања и место (или недостатак) Бога изнад њих. Теорије егзистенцијализма говоре да свесна реалност јесте веома комплексна и без објективне или „универзалне“ вредности. Човек треба да креира вредности тако што ће их прихватити и живети по њима, а не тако што ће једноставно говорити или филозофирати о њима у свом уму. Тако се овај комад може посматрати као да дотиче свако од тих питања.
-	Етичка
Одмах након што сазнајемо да су Диди и Гого парцијално себични и задебљалих сензора за осећања, долази Дечак који им говори да Годо неће доћи. Дечак (или један од дечака) се може посматрати као да представља блаженство и наду, више него саосећајност која је свесно искључена самим еволуирањем личности и њихових карактера. Годо представља саосећање, али не успева да дође ни једног дана, иако говори да хоће. Преокупирани тиме, нико од ликова није забринут што је дечак претучен. У овом тумачењу се види иронија, јер једино ако се ликови промене и постану саосећајни, иако су до тада били везани за дрво, моћи ће да продуже даље и престану да чекају Годоа.
-	Хришћанска
Много се може сазнати из Бекетовог уводног текста о два лопова, узетог из јеванђеља по Луки, и њиховој дискусији и постојању. Лако се може посматрати да је дрво у делу представа Хришћанског крста, или, тачније, дрво живота. Многи виде Бога и Годоа као једно исто. Владимирова реплика: „Христ има милости за нас!“, може бити узета као доказ да је то, најзад оно у шта он верује.
Већи део дела се бави религијом. Цело дело се одвија на врху брда, што многи тумаче као да су ликови на тај начин ближи Рају, што даје смисао и сврху као религиозна парабола. Такође, Годо поседује и чува овце и козе.

## Однос човека и света у делу
Ликови у овом делу су представљени као припадници најнижег слоја друштва а самим тим су психолошки недефинисани, са ниским прагом толеранције или чак и нетолерантни, јер ни сами нису сигурни шта је толеранција.
Свет око себе скоро и да не примећују. Потпуно им је свеједно шта се око њих дешава, ко долази или пролази, постаје или нестаје или можда остаје крај њих. Они седе и чекају нешто или некога, неку појаву заправо, за коју чак и нису сигурни да ли уопште постоји или је производ њихове маште, поткрепљене монотоношћу свакодневног једноличног животарења.
Они се препуштају судбини, некој колотечини који ни не разумеју у потпуности. Али, ни сами нису свесни своје незаинтересованости. Они свакога дана долазе на исто место, разговарају о истим стварима, унедоглед понављајући исте реченице и изнова ишчекујући спасење из тог бедног живота. Чак им ни самоубиство не представља грех, већ логичан излаз из те ситуације. Годо у делу може представљати Бога. Али, чудан је угао посматрања. Чекајући Годоа, они индиректно чекају спасење, али то спасење не долази. Заправо, није да спасења нема, већ нема њихове решености да предузму нешто, да покушају да се отргну из окова сулуде, умишљене стварности. Они нису сигурни ни да ли желе да Годо дође, да ли желе да га упознају. Тачније, они нису сигурни ни у шта. Чак ни у то да постоје. Ништа не доводе у питање, али ништа ни не потврђују. Дани им делују једнако, не увиђају промене света око себе, не региструју да време тече, за њих свет стоји, време је замрзнуто и, заједно са њима, ишчекује долазак Годоа. Питање које им се ипак враћа је: „Да ли је, можда, он већ био ту? Да ли је долазио баш онда када они нису били ту?“
Али, и то питање убрзо заборављају, враћајући се филозофирању о филозофији постанка и нестанка, чек се ни не трудећи да размисле и прате оно о чему говоре.
Њихов однос према свету је тужан за посматрача. Они се препуштају току живота и променама света. Ништа им није важно, ништа не оставља утисак на њих, немају циљ, нити разлог. Самим тим, немају живот. И то је, заправо, оно што је најтужније од свега, јер они немају ништа чему би тежили, што би желели да постигну, ништа што би желели да промене.
Они, једноставно, постоје на овом свету, дишу, хране се, верују да мисле, чекајући да им се некада, нешто, коначно деси. Свет и живот сматрају небитним и пролазним, нечим што може, али не мора постојати.
Они остају да чекају све док не дочекају, а можда и после јер, питање је да ли би уопште били свесни да су дочекали оно што су чекали, зато што ни сами не знају да ли би регистровали и запамтили икакву промену у свом једноличном, испразном животу.